# Gare de Mareuil-sur-Ourcq
Gare de Mareuil-sur-Ourcq vasútállomás Franciaországban, Mareuil-sur-Ourcq településen.

## Vasútvonalak
Az állomást az alábbi vasútvonalak érintik:
- Trilport-Bazoches-vasútvonal

## Kapcsolódó állomások
A vasútállomáshoz az alábbi állomások vannak a legközelebb:
- Gare de Crouy-sur-Ourcq (Paris Gare de l’Est, Line P)
- Gare de La Ferté-Milon (Gare de La Ferté-Milon, Line P)